# Province d'Ocaña
1850–1857
Entités précédentes :
- Province de Pamplona
- Province de Santa Marta

Entités suivantes :
- État fédéral de Santander

La province d'Ocaña était une entité administrative et politique de la république de Nouvelle-Grenade. Elle fut créée en 1850 et dissoute en 1857. Sa capitale était Ocaña.

## Histoire
La province de Ocaña est créée à partir de territoires appartenant aux provinces de Pamplona et de Santa Marta.
En 1857, la province d'Ocaña intègre l'État souverain de Santander.